# King of Mask Singer
King of Mask Singer (también conocido como Mystery Music Show: King of Mask Singer, en hangul, 미스터리 음악쇼 복면가왕), es un programa de canto de Corea del Sur estrenado el 18 de febrero de 2015 por la MBC. El programa es presentado por el locutor surcoreano Kim Sung Joo con introducciones a cargo de Lee Won Joon.

## Historia
El programa de competición de canto muestra a dos concursantes (quienes son famosos) que compiten cara a cara en tres rondas de eliminación y quienes usan máscaras y trajes creativos que esconden su verdadera identidad de los miembros del panel y el público, con el objetivo de que se concentren solo en sus voces.
En la primera ronda, los concursantes cantan la misma canción, mientras que en la segunda y tercera rondas cada uno canta una canción en solitario. 
Los ganadores de cada par, son seleccionados por la audiencia y el panel de celebridades a través de votos.
La identidad de los cantantes son reveladas solo cuando han sido eliminados.

## Participantes
(Para ver la lista completa de los concursantes ir a los episodios de King of Mask Singer.)

### Concursantes
| Nombre                     | Personaje (alias)                            | Episodio donde apareció          | Duración   |
| -------------------------- | -------------------------------------------- | -------------------------------- | ---------- |
| Hui                        | "Crane Guy"                                  | 141                              | 2018       |
| Joy                        | "You’ve Fallen For Me Bandabi"               | 121 - 122                        | 2017       |
| Lee Jun-ho                 | "Watermelon Friend Melon"                    | 119 - 120                        | 2017       |
| Lee Hi                     | "Samba Samba Samba Samba Samba Girl"         | 119 - 120                        | 2017       |
| Oh Ha-young                | "Help Me Popeye, Olive Girl"                 | 119                              | 2017       |
| Bobby                      | "Fish Shop's Best Handsome Squid Prince"     | 117                              | 2017       |
| Henry Lau                  | "Moonwalk White Jackson"                     | 115                              | 2017       |
| Ryu Tae-joon               | "The Dream of The Seagull"                   | 115                              | 2017       |
| Hwasa                      | "Follow Me Aerobics Girl"                    | 111 - 112                        | 2017       |
| Park Ji-min                | "Listen to My Song and Applaud It Baby Seal" | 109 - 110                        | 2017       |
| Kang Seung-yoon            | "Excuse Me, Fan Ascetic"                     | 109                              | 2017       |
| Minzy                      | "A Richly-toned Perilla Leaf Girl"           | 105                              | 2017       |
| Rosé                       | "Circus Girl"                                | 103 - 104                        | 2017       |
| Hwangbo Hye-jeong          | "Doctor Fish, a Complete Cure Fairy"         | 103                              | 2017       |
| Lee Jong-hyun              | "All Together Cube One Wheel"                | 101 - 102                        | 2017       |
| Lee Hae-Ri                 | "Puss in Boots is Sing"                      | 101 - 102, 104, 106              | 2017       |
| N                          | "Got My Favorite Dartman"                    | 101                              | 2017       |
| Hwanhee                    | "Hoppang Prince"                             | 93 - 94, 96, 98, 100             | 2017       |
| Shin Dong-hee              | "Apgujeong Orange Tribe"                     | 99                               | 2017       |
| Lee Chan-hyuk              | "Short Neck Sad Giraffe"                     | 99                               | 2017       |
| DK                         | "More Beautiful Than Flowers, Deer"          | 97 - 98                          | 2017       |
| Mithra Jin                 | "A God of the Sea, Poseidon"                 | 97                               | 2017       |
| Seohyun                    | "New Year New Bride Cackle"                  | 95 - 96                          | 2017       |
| DinDin                     | "Bitter Shine and Your Story"                | 95                               | 2017       |
| Kim Se-jeong               | "Worker Holic Antgirl"                       | 95                               | 2017       |
| Choi Young-jae             | "The King of Game Machine"                   | 93 - 94                          | 2017       |
| Thunder                    | "Robot Mania"                                | 93                               | 2017       |
| Yoo Yeon-jung              | "Snow Cornice, Our Town"                     | 91 - 92                          | 2016       |
| Heo Kyung-hwan             | "The Salvation Army"                         | 91                               | 2016       |
| Lim Seul-ong               | "Mask Magazine 2580"                         | 87 - 88                          | 2016       |
| Cao Lu                     | "Don't Compel to Me, Korean Trip"            | 87                               | 2016       |
| Choi Min-yong              | "Bae Cheol-soo's Mask Camp"                  | 87                               | 2016       |
| Jota                       | "Sexy Brain Scarecrow"                       | 85                               | 2016       |
| Jung Jin-young             | "Don't Make Me Cry Coward Lion"              | 85                               | 2016       |
| Kim Dong-jun               | "A Day's Trip Chuncheon Station"             | 83 - 84                          | 2016       |
| Kim You-jin                | "How Did You Contact UFO"                    | 83                               | 2016       |
| Soyou                      | "Pushing and Pulling Fairy Tinker Bell"      | 81 - 82                          | 2016       |
| Yeeun                      | "What a Diamond Sexy Diva"                   | 79 - 80                          | 2016       |
| Seulgi                     | "Masterpiece of the Weekend, Cinema Heaven"  | 79                               | 2016       |
| Eunkwang                   | "Tonight I'm Afraid of Darkness, Seokbong"   | 75 - 76                          | 2016       |
| Heo Young-saeng            | "It is a Very Lonely"                        | 73 - 74                          | 2016       |
| Jeong Jin-woon             | "One Wins Plus Singer King Minus"            | 73                               | 2016       |
| Jungkook                   | "Fencing Man"                                | 71 - 72                          | 2016       |
| Son Ho-young               | "Treasure Island Mive on My Own"             | 69 - 70                          | 2016       |
| Dokyeom (aka. DK)          | "Pots of Gold, Baby Demon"                   | 69 - 70                          | 2016       |
| JeA                        | "Bangkok Friends Fan"                        | 69 - 70                          | 2016       |
| Park Ji-hyo                | "You Hold Me, Little Ghost"                  | 69                               | 2016       |
| Eunha                      | "Fresh Santorini"                            | 67 - 68                          | 2016       |
| Roy Kim                    | "Romantic the Dark Knight"                   | 65 - 70                          | 2016       |
| Kang Sung-hoon             | "Oscar, Beautiful Night"                     | 65 - 66                          | 2016       |
| L                          | "I'm Your Father"                            | 63                               | 2016       |
| Seo Hye-rin                | "Cheerleader in Victory"                     | 63                               | 2016       |
| Yoon Bo-mi                 | "Pretty Rabbit Girl Barney Barney"           | 61                               | 2016       |
| Ha Hyun-woo                | "Our Neighborhood Music General"             | 60                               | 2016       |
| Kim Min-seok               | "The Sun's Junior"                           | 59 - 60                          | 2016       |
| Kim Sung-won (aka. Sleepy) | "Kung Fu Panda"                              | 57                               | 2016       |
| Wheein                     | "Like a Half Moon"                           | 55 - 56                          | 2016       |
| Yesung                     | "Can You Believe It Magic Castle"            | 55 - 56                          | 2016       |
| Shoo                       | "There is No Failure on My Life"             | 55                               | 2016       |
| Lee Min-woo                | "Sanchoman of Passion Carbonara"             | 53 - 54                          | 2016       |
| Choi Hyun-seok             | "Genius Trans Poker Face"                    | 53 - 54                          | 2016       |
| Leo                        | "Heungbu Be Stifled"                         | 49 - 50                          | 2016       |
| Hyolyn                     | "Here Comes the Spring Girl"                 | 49 - 50                          | 2016       |
| Hani                       | "Be Careful for Cold the Little Match Girl"  | 46 - 47                          | 2016       |
| Neil                       | "Get Married Gapdol"                         | 45 - 46                          | 2016       |
| Kangin                     | "Make a Fortune"                             | 45                               | 2016       |
| Lizzy                      | "Get Married Gapsoon"                        | 45                               | 2016       |
| Jun. K                     | "Dream Of The Square"                        | 43 - 44                          | 2016       |
| Wendy                      | "Space Beauty Maetel"                        | 43                               | 2016       |
| Jay Park                   | "Cold City Monkey"                           | 41 - 42                          | 2016       |
| Kim Ryeo-wook              | "Golden Time of Miracle"                     | 41 - 42                          | 2015       |
| Yoo Ki-hyun                | "Tell Them I'm the Dragon King"              | 39 - 40                          | 2015       |
| Kim Nam-joo                | "Good Daughter Singer Simcheong"             | 39                               | 2015       |
| Kangnam                    | "Musical Prodigy Conductor Mozart"           | 37                               | 2015       |
| Kim Ji-hwan                | "Penguin Man"                                | 35 - 36                          | 2015       |
| Oh Jong-hyuk               | "Lonely Man Leon"                            | 35 - 36                          | 2015       |
| Jung Dae-hyun              | "Hitmaker Freshman"                          | 33 - 34                          | 2015       |
| Cho Kyu-hyun               | "Detective Cough"                            | 29 - 30                          | 2015       |
| Kim Dong-wan               | "Holding the End of This Chestnut"           | 29 - 30                          | 2015       |
| Lee Chang-sub              | "Well-Popped Wi-Fi"                          | 27 - 28                          | 2015       |
| Park Cho-a                 | "Omae, Full Autumn Foliage"                  | 25 - 26                          | 2015       |
| Simon Dominic              | "Fashion People Scarecrow"                   | 25                               | 2015       |
| Chen                       | "Legendary Guitarman"                        | 21 - 22                          | 2015       |
| Solar                      | "Single Hearted Sunflower"                   | 21 - 22                          | 2015       |
| Son Dong-woon              | "Prince of the Sea"                          | 19 - 20                          | 2015       |
| Yeo-eun                    | "Give a Taste of Spicy Miss Pepper"          | 17 - 18, 20                      | 2015       |
| Kang Min-Kyung             | "Cotton Candy Come For Walk"                 | 17 - 18                          | 2015       |
| Yuju                       | "Christmas in July"                          | 15 - 16                          | 2015       |
| Gaeko                      | "That Brother is Going to Be Ginger"         | 13                               | 2015       |
| Ken                        | "Cracked Egg and Noodles"                    | 11 - 12                          | 2015       |
| Jung Eun-ji                | "Mother Said Nope to UV"                     | 11 - 12                          | 2015       |
| Chunji                     | "Romantic Pair of Diamond"                   | 9 - 10                           | 2015       |
| Seo In-young               | "Daebak Chance 1+1"                          | 9                                | 2015       |
| Min                        | "Moaning Voice That Fans the Flames"         | 9                                | 2015       |
| Kim Yeon-woo               | "CBR Cleopatra"                              | 7 - 8                            | 2015       |
| Yook Sung-jae              | "Tired Bumblebee" "LP Boy"                   | 5 - 6, (+ Special Live 2015)     | 2015       |
| Eric Nam                   | "Hello Mr. Monkey"                           | 5 - 6                            | 2015       |
| Song Ji-eun                | "I'm Happy Because of Rabbits"               | 5 - 6                            | 2015       |
| Lee Chang-min              | "That Pine on Namsan"                        | 3 - 4                            | 2015       |
| Sandeul                    | "Flowering Silky Fowl" "Heart Attack Cupid"  | 1 - 2, (+ Special Live 2016), 84 | 2015, 2016 |
| Luna                       | "Used Two Buckets of Gold Lacquer"           | 1-2, 4, 6                        | 2015       |
| Solji                      | "Self-Luminous Mosaic"                       | 1 (+ Piloto)                     | 2015       |
| Jo Kwon                    | "Blue Bird That Looks Like An Oriole"        | (Piloto)                         | 2015       |

### Miembros del panel (jueces)
| Nombre                  | Ocupación                  | Episodios donde aparece                                 | Duración        |
| ----------------------- | -------------------------- | ------------------------------------------------------- | --------------- |
| Kim Gu-ra               | Comediante                 | 1 - presente (+ Piloto, + 2 especiales)                 | 2015 - presente |
| Shin Bong-sun           | Comediante                 | 1 - presente (+ Piloto, + 1 especial)                   | 2015 - presente |
| Lee Yoon-seok           | Comediante                 | 1 - 2, 5 - 52, 55 - 80, 81 - presente                   | 2015 - presente |
| Kim Hyun-cheol          | Cantante                   | 17 - presente                                           | 2015 - presente |
| Yoo Young-seok          | Compositor                 | 33 - presente                                           | 2015 - presente |
| Jo Jang-hyuk            | Cantautor                  | 39 - 40, 43 - 48, 51 - presente                         | 2015 - presente |
| Yoo Seung-woo           | Cantante                   | 73 - 80, 87 - presente                                  | 2016 - presente |
| Jung Ki-Yeol (aka. Kai) | Cantante                   | 81 - 86, 89 - presente                                  | 2016 - presente |
| Kim Hyung-seok          | Compositor                 | 1-4, 7-10, 13-28, 31-38, 41-46 (+ Piloto, + 1 especial) | 2015 - 2016     |
| Ji Sang-ryeol           | Actor                      | 1-30 (+ Piloto, + 1 especial)                           | 2015            |
| Sandeul                 | Cantante / Miembro de B1A4 | 3 - 22, 25-30, 35-38 (+ Piloto)                         | 2015            |
| Yoon Il-sang            | Compositor                 | 3-14, 17-20                                             | 2015            |
| Kim Chang-ryeol         | Cantante                   | 9-38                                                    | 2015            |

### Miembros del panel invitados
| Nombre                       | Ocupación                            | Episodio donde apareció                     | Duración         |
| ---------------------------- | ------------------------------------ | ------------------------------------------- | ---------------- |
| Son Dong-woon                | Cantante / Miembro de Highlight      | 1-2, 7-8, 11-12, 21-22, 25-26, 31-32, 59-60 | 2015, 2015       |
| Kim Jeong-min                | Actriz                               | 25-30, 33-34, 37-38, 41-42, 101-102         | 2015, 2016, 2017 |
| Kim Sae-rom                  | Actriz                               | 27-32, 35-36, 39-40, 43-44                  | 2015, 2016       |
| Jo Jeong-min                 | Cantante                             | 51-52, 59-60, 63-64, 81-82                  | 2016             |
| Sandeul                      | Cantante / Miembro de B1A4           | 51-52, 55-56, 61-62, 65-66                  | 2016             |
| K.Will                       | Cantante                             | 9-10, 31-34, 53-54                          | 2015, 2016       |
| Im Na-yeon                   | Cantante / Miembro de TWICE          | 45-46, 49-50, 89-90                         | 2016             |
| Park Su-bin                  | Cantante / Miembro de Dal Shabet     | 11-12, 15-16, 81-82                         | 2015, 2016       |
| NC.A                         | Cantante                             | 3-4, 119-120                                | 2015, 2017       |
| Chaeyoung                    | Cantante / Miembro de TWICE          | 61-62, 117-118                              | 2016, 2017       |
| Danny Ahn                    | Cantante / Miembro de g.o.d.         | 109-110, 115-116                            | 2017             |
| Lee Ji-hye                   | Cantante                             | 13-14, 113-114                              | 2015, 2017       |
| Eun Ji-won                   | Rapero / Miembro de SechsKies        | 35-36, 113-114                              | 2015, 2017       |
| Hani                         | Cantante / Miembro de EXID           | 1-2, 103-104                                | 2015, 2017       |
| Ahn Sol-bin                  | Cantante / Miembro de Laboum         | 13-14, 99-100                               | 2015, 2017       |
| Joon Park                    | Cantante / Miembro de g.o.d          | 85-86, 109-110, 115-116, 121-122            | 2016, 2017       |
| Shin Go-eun                  | Actriz                               | 55-58, 61-70, 73-76                         | 2016             |
| Kangnam                      | Cantante / Miembro de M.I.B          | 65-66, 69-70, 73-78                         | 2016             |
| Kim Heung-gook               | Cantante                             | 45-46, 71-72, 83-84 (+ 1 especial)          | 2016             |
| Tzuyu                        | Cantante / Miembro de TWICE          | 61-62, 83-84, 89-90                         | 2016             |
| Tony An                      | Cantante / Miembro de H.O.T.         | 87-88, 111-112                              | 2016, 2017       |
| Seol Woon-do                 | Cantante                             | 5-6, 99-100                                 | 2015, 2017       |
| Son Ho-young                 | Cantante / Miembro de g.o.d          | 87-88, 99-100                               | 2016, 2017       |
| Choi Min-yong                | Actor                                | 93-94, 97-98                                | 2017             |
| Chae Yeon                    | Cantante                             | 47-50, 97-98                                | 2016, 2017       |
| Lim Seul-ong                 | Cantante / Miembro de 2AM            | 95 - 98                                     | 2017             |
| Tei                          | Cantante                             | 83-84, 93-94                                | 2016, 2017       |
| Kim Kiri                     | Músico                               | 61-66, 93-94                                | 2016, 2017       |
| Park Wan-kyu                 | Cantante                             | 49-50, 91-92                                | 2016             |
| Binnie                       | Cantante / Miembro de Oh My Girl     | 55-56, 87-88                                | 2016             |
| Cha Eun-woo                  | Cantante / Miembro de ASTRO          | 77-78, 85-86                                | 2016             |
| Lee Yoon-mi                  | Actriz                               | 75-76, 79-80                                | 2016             |
| Sonya                        | Cantante                             | 67-68, 71-72                                | 2016             |
| YooA                         | Cantante / Miembro de Oh My Girl     | 43-44, 63-76                                | 2016             |
| Cao Lu                       | Cantante / Miembro de Fiestar        | 47-48, 57-58                                | 2016             |
| Shin Bo-ra                   | Comediante                           | 3-4, 53-54                                  | 2015, 2016       |
| Jun Hyo-seong                | Cantante / Miembro de Secret         | 23-24, 41-42 (+ 1 especial)                 | 2015, 2016       |
| Ray Yang                     | Modelo                               | 35 - 42                                     | 2015, 2016       |
| Han Dong-geun                | Cantante                             | 69-70, 73-76                                | 2016             |
| Sung Dae-hyun                | Cantante / ex-Miembro de R.ef        | 67-68, 73-74                                | 2016             |
| Mir                          | Cantante / Miembro de MBLAQ          | 47-48, 55-64                                | 2016             |
| Younha                       | Cantautora                           | 55-56, 59-60                                | 2016             |
| Heo Kyung-hwan               | Comediante                           | 49-52, 55-60                                | 2016             |
| Hong Jin-young               | Cantante                             | 5-6, 53-54                                  | 2015, 2016       |
| Kim Jong-seo                 | Músico                               | 25-26, 29-30                                | 2015             |
| Verbal Jint                  | Rapero                               | 11 - 16                                     | 2015             |
| Baek Ji-young                | Cantante                             | 3-4, 9-10                                   | 2015             |
| Taeil                        | Cantante / Miembro de Block B        | 127 - 128                                   | 2017             |
| Kim Ji-sook                  | Cantante / Miembro de Rainbow        | 127 - 128                                   | 2017             |
| Muzie                        | Músico                               | 43 - 44, 127 - 128                          | 2016             |
| Lee Won-seok                 | Cantante / Miembro de Daybreak       | 127 - 128                                   | 2017             |
| Bona                         | Cantante / Miembro de Cosmic Girls   | 125 - 126                                   | 2017             |
| Jinyoung                     | Cantante / Miembro de B1A4           | 125 - 126                                   | 2017             |
| Park Sang-min                | Actor                                | 125 - 126                                   | 2017             |
| Park Ji-seon                 | Comediante                           | 125 - 126                                   | 2017             |
| Dawon                        | Cantante / Miembro de SF9            | 123 - 124                                   | 2017             |
| Nicole Jung                  | Cantante / Exmiembro de Kara         | 123 - 124                                   | 2017             |
| Hwang Hye-young              | Actriz                               | 123 - 124                                   | 2017             |
| Kim Min-jong                 | Actor                                | 123 - 124                                   | 2017             |
| Eli Kim                      | Cantante / Miembro de U-KISS         | 121 - 122                                   | 2017             |
| Jisoo                        | Cantante / Miembro de BLΛƆKPIИK      | 121 - 122                                   | 2017             |
| Im Jin-mo                    | -                                    | 121 - 122                                   | 2017             |
| Yoon Hyun-sook               | -                                    | 121 - 122                                   | 2017             |
| Song Kyung-ah                | Modelo                               | 119 - 120                                   | 2017             |
| Sandara Park                 | Músico / Exmiembro de 2NE1           | 119 - 120                                   | 2017             |
| Seo Kyung-seok               | Comediante                           | 119 - 120                                   | 2017             |
| Hwanhee                      | Músico / Miembro de Fly to the Sky   | 117 - 118                                   | 2017             |
| Roy Kim                      | Cantautor                            | 117 - 118                                   | 2017             |
| Sana                         | Cantante / Miembro de TWICE          | 117 - 118                                   | 2017             |
| Jang Youngran                | Actriz                               | 117 - 118                                   | 2017             |
| Song Seung-hyun              | Músico / Miembro de F.T. Island      | 115 - 116                                   | 2017             |
| Jung Jae-wook                | Cantante                             | 115 - 116                                   | 2017             |
| Kei                          | Cantante / Miembro de Lovelyz        | 115 - 116                                   | 2017             |
| Kang Sung-hun                | Cantante / Miembro de SECHSKIES      | 113 - 114                                   | 2017             |
| Choi Moon-hee                | Cantante / Miembro de Bonus Baby     | 113 - 114                                   | 2017             |
| Lee Jae-won                  | Cantante / Miembro de H.O.T.         | 111 - 112                                   | 2017             |
| Choi Hyo-jung                | Cantante / Miembro de Oh My Girl     | 111 - 112                                   | 2017             |
| Lee Hee-jin                  | Cantante / Miembro de Baby V.O.X     | 111 - 112                                   | 2017             |
| Song Min-jae                 | Cantante / Miembro de Sonamoo        | 109 - 110                                   | 2017             |
| Park Sung-kwang              | Comediante                           | 109 - 110                                   | 2017             |
| Kim Se-jeong                 | Cantante / Miembro de Gugudan        | 107 - 108                                   | 2017             |
| Kim Il-joong                 | Presentador                          | 107 - 108                                   | 2017             |
| Ryoo Se-ra                   | Cantante / Miembro de Nine Muses     | 107 - 108                                   | 2017             |
| Lee Sang-min                 | Cantante                             | 107 - 108                                   | 2017             |
| Yoon Doo-joon                | Cantante / Miembro de Highlight      | 105 - 106                                   | 2017             |
| Yong Jun-hyung               | Cantante / Miembro de Highlight      | 105 - 106                                   | 2017             |
| Vernon                       | Cantante / Miembro de SEVENTEEN      | 105 - 106                                   | 2017             |
| Kim Sung-ryung               | Actriz                               | 105 - 106                                   | 2017             |
| Minah                        | Cantante / Miembro de Girl's Day     | 105 - 106                                   | 2017             |
| Seo Eun-kwang                | Cantante / Miembro de BtoB           | 103 - 104                                   | 2017             |
| Oh Jeong-yeon                | Locutora                             | 103 - 104                                   | 2017             |
| Yoon Jung-soo                | Comediante                           | 103 - 104                                   | 2017             |
| Byungchan                    | Cantante / Miembro de VICTON         | 101 - 102                                   | 2017             |
| Jung Chae-yeon               | Cantante / Miembro de DIA            | 101 - 102                                   | 2017             |
| Jo Jung-chi                  | Cantante / Miembro de                | 101 - 102                                   | 2017             |
| Kim Dong-gyu                 | Cantante                             | 101 - 102                                   | 2017             |
| Lim Jeong-hee                | Cantante                             | 99 - 100                                    | 2017             |
| Lee Soo-min                  | Actriz                               | 97 - 98                                     | 2017             |
| Kim Woo-seok                 | Cantante / Miembro de UP10TION       | 95 - 96                                     | 2017             |
| Baek Ye-bin                  | Cantante / Miembro de DIA            | 95 - 96                                     | 2017             |
| Jeong Ga-eun                 | Actriz                               | 95 - 96                                     | 2017             |
| Jimin                        | Cantante / Miembro de BTS            | 93 - 94                                     | 2017             |
| Shin Hye-jeong               | Cantante / Miembro de AOA            | 93 - 94                                     | 2017             |
| Nara                         | Cantante / Miembro de Hello Venus    | 91 - 92                                     | 2016             |
| Niel                         | Cantante / Miembro de Teen Top       | 91 - 92                                     | 2016             |
| Kim Hyun-jung                | Cantante                             | 91 - 92                                     | 2016             |
| KangTa                       | Cantante / Miembro de H.O.T.         | 89 - 90                                     | 2016             |
| Han Young                    | Cantante                             | 89 - 90                                     | 2016             |
| Sol-bi                       | Cantante                             | 87 - 88                                     | 2016             |
| Chun Myung-hoon              | Música / Miembro de NRG              | 87 - 88                                     | 2016             |
| Yang Han-na                  | Cantante / Miembro de                | 87 - 88                                     | 2016             |
| Jang Woo-hyuk                | Cantante / Miembro de H.O.T.         | 85 - 86                                     | 2016             |
| Yangpa                       | Cantante                             | 85 - 86                                     | 2016             |
| Park Jin-joo                 | Actriz                               | 85 - 86                                     | 2016             |
| Hwayobi                      | Cantante                             | 85 - 86                                     | 2016             |
| Dahyun                       | Cantante / Miembro de TWICE          | 83 - 84                                     | 2016             |
| Mithra Jin                   | Rapero / Miembro de Epik High        | 83 - 84                                     | 2016             |
| Park Jung-ah                 | Presentadora                         | 83 - 84                                     | 2016             |
| Jung Ji-young                | Locutora                             | 83 - 84                                     | 2016             |
| Ken                          | Cantante / Miembro de VIXX           | 81 - 82                                     | 2016             |
| CNU                          | Cantante / Miembro de B1A4           | 81 - 82                                     | 2016             |
| Kim Sung-won (aka. Sleepy)   | Rapero / Miembro de Untouchable      | 81 - 82                                     | 2016             |
| Park Ji-yoon                 | Cantante                             | (Special Live 2016)                         | 2016             |
| Ji Sang-ryeol                | Actor                                | (Special Live 2016)                         | 2016             |
| DinDin                       | Rapero                               | 79 - 82                                     | 2016             |
| Bora                         | Cantante / Miembro de Sistar         | 79 - 80                                     | 2016             |
| Yang Se-chan                 | Comediante                           | 79 - 80                                     | 2016             |
| Brian Joo                    | Cantante / Miembro de Fly to the Sky | 79 - 80                                     | 2016             |
| Cheng Xiao                   | Cantante / Miembro de Cosmic Girls   | 79 - 80                                     | 2016             |
| Hur Young-ji                 | Cantante / Miembro de Kara           | 77 - 78                                     | 2016             |
| Yoon Hae-young               | Actriz                               | 77 - 78                                     | 2016             |
| DJ Soda                      | DJ                                   | 77 - 78                                     | 2016             |
| Horan                        | Cantante / Miembro de Clazziquai     | 77 - 78                                     | 2016             |
| Kim Hyun-cheol               | Compositor                           | 77 - 78                                     | 2016             |
| Stephanie Kim                | Cantante                             | 73 - 74                                     | 2016             |
| Ha Hyun-woo                  | Cantante / Miembro de Guckkasten     | 71 - 72                                     | 2016             |
| The One                      | Cantante                             | 71 - 72                                     | 2016             |
| Luna                         | Cantante / Miembro de F(x)           | 71 - 72                                     | 2016             |
| Hong Ji-min                  | Actriz                               | 71 - 72                                     | 2016             |
| Jeonghwa                     | Cantante / Miembro de EXID           | 69 - 70                                     | 2016             |
| Yoon Hyung-bin               | Comediante                           | 69 - 70                                     | 2016             |
| Gongchan                     | Cantante / Miembro de B1A4           | 67 - 68                                     | 2016             |
| Yeo-eun                      | Cantante / Miembro de Melody Day     | 65 - 66                                     | 2016             |
| Jang Yi-jeong                | Músico / Miembro de History          | 59 - 60                                     | 2016             |
| Lee Seung-chul               | Cantante                             | 57 - 58                                     | 2016             |
| Jang Hye-jin                 | Cantante                             | 57 - 58                                     | 2016             |
| Jo Kwon                      | Cantante / Miembro de 2AM            | 53 - 54                                     | 2016             |
| Won Ki-joon                  | Actor                                | 53 - 54                                     | 2016             |
| Kim Ye-won                   | Actriz                               | 53 - 54                                     | 2016             |
| Lee Deok-jin                 | Cantante                             | 53 - 54                                     | 2016             |
| Solji                        | Cantante / Miembro de EXID           | 53 - 54                                     | 2016             |
| Park So-hyun                 | Actriz                               | 51 - 52                                     | 2016             |
| EXY                          | Rapera / Miembro de Cosmic Girls     | 51 - 52                                     | 2016             |
| Jang Ho-il                   | Músico                               | 49 - 50                                     | 2016             |
| Kang Kyun-sung               | Cantante / Miembro de Noel           | 49 - 50                                     | 2016             |
| Kim Eun-young (aka. Cheetah) | Rapera                               | 47 - 48                                     | 2016             |
| Lee Joo-hee                  | Ciclista                             | 47 - 48                                     | 2016             |
| Yoo Hyun-sang                | Artista Musical                      | 45 - 46                                     | 2016             |
| Hong Yoon-hwa                | Comediante                           | 45 - 46                                     | 2016             |
| Yook Sung-jae                | Cantante / Miembro de BTOB           | 43 - 44                                     | 2016             |
| Eric Nam                     | Cantante                             | 39 - 40                                     | 2016             |
| Byul                         | Cantante                             | 39 - 40                                     | 2015             |
| Lee Hyun                     | Cantante                             | 39 - 40                                     | 2015             |
| Kim Hyun-wook                | Presentador                          | 37 - 38                                     | 2015             |
| Baro                         | Cantante / Miembro de B1A4           | 33 - 34                                     | 2015             |
| Lee Hong-gi                  | Cantante / Miembro de F.T. Island    | 33 - 34                                     | 2015             |
| Kan Mi-youn                  | Cantante                             | 33 - 34                                     | 2015             |
| Lee Byeong-jin               | Comediante                           | 31 - 32                                     | 2015             |
| Yerin                        | Cantante / Miembro de GFriend        | 31 - 32                                     | 2015             |
| Yang Sang-gook               | Comediante                           | 29 - 30                                     | 2015             |
| Na Hae-ryung                 | Cantante / Miembro de BESTie         | 27 - 28                                     | 2015             |
| Kangin                       | Cantante / Miembro de Super Junior   | (Special Live 2015)                         | 2015             |
| Kim Shin-young               | Comediante                           | (Special Live 2015)                         | 2015             |
| Nana                         | Cantante / Miembro de After School   | (Special Live 2015)                         | 2015             |
| Kim Yeon-woo                 | Cantante                             | (Special Live 2015)                         | 2015             |
| Kwon In-ha                   | Músico                               | 23 - 24                                     | 2015             |
| Hyuk                         | Cantante / Miembro de VIXX           | 23 - 24                                     | 2015             |
| Lee Chung-ah                 | Actriz                               | 23 - 24                                     | 2015             |
| Jang So-yeon                 | Actriz                               | 21 - 22                                     | 2015             |
| Kim Ji-ho                    | Cantante / Miembro de Oh My Girl     | 21 - 22                                     | 2015             |
| Leeteuk                      | Cantante / Miembro de Super Junior   | 19 - 20                                     | 2015             |
| Park Si-eun                  | Actriz                               | 19 - 20                                     | 2015             |
| Suho                         | Cantante / Miembro de EXO            | 17 - 18                                     | 2015             |
| Seo Yu-ri                    | Actriz                               | 17 - 18                                     | 2015             |
| Kyungri                      | Cantante / Miembro de Nine Muses     | 15 - 16                                     | 2015             |
| Kim Do-kyoon                 | Cantante                             | 15 - 16                                     | 2015             |
| Seo In-young                 | Cantante                             | 13 - 14                                     | 2015             |
| Hwang In-young               | Actriz                               | 11 - 12                                     | 2015             |
| Lizzy                        | Cantante / Miembro de After School   | 9 - 10                                      | 2015             |
| Choi Hee                     | Presentadora                         | 7 - 8                                       | 2015             |
| Lee Hyun-do                  | Músico                               | 7 - 8                                       | 2015             |
| Byun Ki-soo                  | Comediante                           | 5 - 6                                       | 2015             |
| Shin Ji-min                  | Cantante / Miembro de AOA            | 5 - 6                                       | 2015             |
| Han Hye-jin                  | Modelo                               | 5 - 6                                       | 2015             |
| Sayuri Fujita                | Personalidad de Televisión           | 5 - 6                                       | 2015             |
| Hwang Seok-jeong             | Actriz                               | 1 - 2 (+ Piloto)                            | 2015             |
| Yoo Sang-moo                 | Comediante                           | 1 - 2 (+ Piloto)                            | 2015             |
| Don Spike                    | Músico                               | 1 - 2                                       | 2015             |
| Hwang Kwang-hee              | Cantante / Miembro de ZE:A           | (Piloto)                                    | 2015             |
| Kim Jeong-nam                | Rapero / Miembro de Turbo            | (Piloto)                                    | 2015             |
| So Yi-hyun                   | Actriz                               | (Piloto)                                    | 2015             |
| Yura                         | Cantante / Miembro de Girl's Day     | (Piloto)                                    | 2015             |
| Hong Eun-hee                 | Actriz                               | 1 - 2                                       | 2015             |

## Episodios
Cada competición dura dos episodios, donde los cantantes compiten en tres rondas de eliminación. En la primera ronda, los concursantes cantan la misma canción, mientras que en la segunda y tercera rondas cada uno canta una canción diferente, al finalizar el público y los jueces emiten sus votos.
El ganador de la tercera ronda puede desafiar al ganador de la competencia anterior y puede ser eliminado o convertirse en el nuevo "Mask King". El artista musical Ha Hyun-woo miembro del grupo "Guckkasten" obtuvo nueve victorias consecutivas (convirtiéndolo en la persona que ha logrado obtener el mayor número de victorias logradas por un concursante).
El programa se emite los domingos a las 16:50hras como parte del bloque de programación de la noche del domingo de la MBC, junto al programa Real Men.

## Premios y nominaciones
| Año  | Categoría                                       | Premio                               | Nominado (a)        | Resultado |
| ---- | ----------------------------------------------- | ------------------------------------ | ------------------- | --------- |
| 2021 | Variety Show of the Year                        | MBC Entertainment Awards             | King of Mask Singer | Nominado  |
| 2020 | Best Format Award                               | 2020 MBC Entertainment Award         | King of Mask Singer | Ganó      |
| 2019 | Global Trend Award                              | 2019 MBC Entertainment Award         | King of Mask Singer | Ganó      |
| 2017 | Excellence Award (Sitcom)                       | MBC Entertainment Award              | Kim Hyun-chul       | Ganó      |
| 2017 | New Star Award (Sitcom)                         | MBC Entertainment Award              | Kai                 | Ganó      |
| 2017 | PD Award                                        | MBC Entertainment Award              | King of Mask Singer | Ganó      |
| 2017 | Special Award (Music Show)                      | MBC Entertainment Award              | Sohyang             | Ganó      |
| 2016 | Best Teamwork Award                             | 16th MBC Entertainment Award         | King of Mask Singer | Ganó      |
| 2016 | Program of the Year                             | 16th MBC Entertainment Award         | King of Mask Singer | Ganó      |
| 2016 | Female Rookie Award in Music/Talk Show          | 16th MBC Entertainment Award         | Park Jin-joo        | Ganó      |
| 2016 | Female Rookie Award in Music/Talk Show          | 16th MBC Entertainment Award         | Lee Sun-bin         | Nominada  |
| 2016 | Female Rookie Award in Music/Talk Show          | 16th MBC Entertainment Award         | Shin Go-eun         | Ganó      |
| 2016 | Male Rookie Award in Music/Talk Show            | 16th MBC Entertainment Award         | Roy Kim             | Nominado  |
| 2016 | Female Excellence Award in Music/Talk Show      | 16th MBC Entertainment Award         | Ali                 | Nominada  |
| 2016 | Female Excellence Award in Music/Talk Show      | 16th MBC Entertainment Award         | Sol Bi              | Ganó      |
| 2016 | Male Excellence Award in Music/Talk Show        | 16th MBC Entertainment Award         | Lee Yoon-seok       | Nominado  |
| 2016 | Male Excellence Award in Music/Talk Show        | 16th MBC Entertainment Award         | Yoo Young-seok      | Ganó      |
| 2016 | PD's Award                                      | 16th MBC Entertainment Award         | Kim Gura            | Ganó      |
| 2016 | Top Excellence Award in Music/Talk Show         | 16th MBC Entertainment Award         | Kim Gu-ra           | Nominado  |
| 2016 | Top Excellence Award in Music/Talk Show         | 16th MBC Entertainment Award         | Kim Sung-joo        | Ganó      |
| 2016 | Grand Prize (Daesang)                           | 16th MBC Entertainment Award         | Kim Sung-joo        | Nominado  |
| 2016 | Special Award                                   | 16th MBC Entertainment Award         | Ha Hyun-woo         | Ganó      |
| 2016 | Musician Category                               | 43rd Korean Broadcasting Grand Prize | Ha Hyun-woo         | Ganó      |
| 2016 | Best Entertainment Program                      | 52nd Baeksang Arts Award             | King of Mask Singer | Ganó      |
| 2016 | Best Male Variety Performer                     | 52nd Baeksang Arts Award             | Kim Sung-joo        | Nominado  |
| 2015 | Best Male Variety Performer                     | 51st Baeksang Arts Award             | Kim Sung-joo        | Nominado  |
| 2015 | Top Excellence Award for Music/Talk Show (Male) | MBC Entertainment Award              | Kim Sung-joo        | Ganó      |
| 2015 | Rookie Award for Music/Talk Show (Male)         | MBC Entertainment Award              | Kim Hyung-seok      | Ganó      |
| 2015 | Special Award                                   | MBC Entertainment Award              | Shin Bong-sun       | Ganó      |
| 2015 | Grand Prize (Daesang)                           | MBC Entertainment Award              | Kim Gu-ra           | Ganó      |
| 2015 | Excellence Award for Music/Talk Show (Male)     | MBC Entertainment Award              | Kim Yeon-woo        | Ganó      |
| 2015 | Best Writer Award                               | MBC Entertainment Award              | Park Won-woo        | Ganó      |

## Spin-offs

### The Masked Singer: Estados Unidos
En noviembre de 2017 la cadena FOX anunció que haría un remake del programa coreano. 
En agosto de 2018 la cadena reveló el primer trailer del programa The Masked Singer, el programa es presentado por el actor Nick Cannon.
Los panelistas están conformados por Ken Jeong, Robin Thicke, Nicole Scherzinger y Jenny McCarthy.
En enero de 2019 el exitoso y popular grupo surcoreano BTS junto a los grupos Winner y Wanna One emitieron un video apoyando el estreno del nuevo programa.
La primera temporada estuvo conformada por 12 episodios y fue transmitida del 2 de enero de 2019 al 27 de febrero de 2019. Durante su estreno, el programa registró la calificación más alta de espectadores para un programa de variedades en 7 años para la cadena FOX.
La segunda temporada fue estrenada el 25 de septiembre del mismo año y estará conformada por 16 episodios.

### ¿Quién es la máscara?: México
La cadena Televisa estrenó el domingo 25 de agosto de 2019 con gran éxito de audiencia la primera temporada del programa, superando a sus competidores ampliamente, el programa es producido por Miguel Ángel Fox.
El programa es conducido por el comediante Omar Chaparro y detrás de escena está Natalia Téllez, los "Investigadores" son los cantantes Yuri y Carlos Rivera y los comediantes Adrián Uribe y Consuelo Duval.
Gracias al éxito de la primera temporada, la cadena Televisa renovó el formato para una segunda temporada la cual será emitida en 2020.

### The Masked Singer Australia
La primera temporada del programa fue estrenada el 23 de septiembre de 2019 a través de Network Ten. La conducción estará en manos de Osher Günsberg, mientras que los panelistas serán Lindsay Lohan, Dannii Minogue, Dave Hughes y Jackie O.

### ¿Quién es la máscara? (Argentina)
La primera temporada del programa se estrenó el 12 de septiembre de 2022 a las 22:30 y se emitió en Telefe. La conducción está en manos de la actriz Natalia Oreiro. Y los investigadores serán Wanda Nara, Lizy Tagliani, Roberto Moldavsky y Karina la Princesita.

### Маскираният певец: Bulgaria
La primera temporada del programa fue estrenada en 2019 por NOVA TV. La conducción estará en manos de los actores Dimitar Rachkov y Vasil Vasilev – Zueka, mientras que los jueces serán Niki Kanchev, Gala, Maria Ilieva y Gerasim Georgiev – Gero.

### 蒙面歌王: China
La primera temporada del programa fue transmitida del 19 de julio de 2015 hasta el 27 de septiembre de 2015 a través de JSTV. La conducción estuvo a cargo de Li Hao (李好), mientras que el panel de jueces estuvo conformado por Eric Moo (巫啟賢), Annie Yi (伊能靜), Dai Jun, Li Chen, Li Xiang y Sun Hao.

### Le Chanteur Masqué: Francia
La primera temporada del programa fue estrenada en 2019 por TF1. La conducción estará a cargo del locutor de radio Camille Combal, mientras que los jueces serán Anggun, Jarry, Alessandra Sublet y Kev Adams.

### The Masked Singer: Alemania
La primera temporada del programa fue emitida del 27 de junio de 2019 hasta el 1 de agosto del mismo año a través de ProSieben. La conducción es realizada por el periodista Matthias Opdenhövel, mientras que el panel de jueces está conformado por Collien Ulmen-Fernandes, Ruth Moschner y Max Giesinger. 
La segunda temporada fue estrenada en 2020.

### Masked Singer: Grecia
La primera temporada del programa fue estrenada en 2020 a través de Skai TV.

### The Mask Singer Indonesia
El programa ha emitido 4 temporadas y es conducido por John Martin Tumbel.
- La primera temporada del programa fue transmitida del 18 de octubre de 2017 hasta el 10 de enero de 2018 por GTV. Los jueces fueron Arie Untung, Ferry Maryadi, Bedu, Denny Chandra, Kartika Putri y Melly Goeslaw.
- La segunda temporada del programa fue transmitida del 24 de enero de 2018 hasta el 25 de abril del mismo año y contó con nuevamente con los jueces Arie Untung, Denny Chandra, Kartika Putri, Melly Goeslaw y a ellos se les unieron Inul Daratista, Budi Doremi y Tiwi T2.
- La tercera temporada fue emitida del 16 de mayo de 2018 al 25 de julio de 2018, mientras que el panel de jueces estuvo conformado nuevamente por Arie Untung, Denny Chandra, Melly Goeslaw, Kartika Putri y Tiwi T2, y a ellos se les unió Tora Sudiro.
- La cuarta temporada fue emitida del 18 de enero de 2019 hasta el 12 de abril del mismo año, los panelistas fueron Melly Goeslaw, Kartika Putri, Denny Chandra, Bedu y Tiwi T2, a ellos se les unieron Dewi Gita, Yadi Sembako, Cak Lontong y Chrismanto Eka Prastio.

### Il cantante mascherato: Italia
La primera temporada del programa fue estrenada en 2020 a través de Rai 1 y la conducción estará en manos de la presentadora Milly Carlucci.

### The Masked Singer: Países Bajos
La primera temporada del programa fue estrenada en 2019 a través de RTL 4, el programa será conducido por el comediante Ruben Nicolai, mientras que el panel de jueces estará conformado por Buddy Vedder, Gerard Joling, Carlo Boszhard y Loretta Schrijver.

### The Masked Singer South Africa
La primera temporada del programa fue estrenada en 2019 por SABC 2, con la conducción a cargo de Jolene Martin-Morgan.

### เดอะแมสก์ซิงเกอร์ หน้ากากนักร้อง: Tailandia
El programa ha emitido 7 temporadas y es conducido por el actor Kan Kantathavorn.
- La primera temporada fue transmitida del 6 de octubre de 2016 hasta el 30 de marzo de 2017 y contó con 20 episodios.
- La segunda temporada fue emitida del 6 de abril de 2017 hasta el 17 de agosto del mismo año y transmitió 20 episodios.
- La tercera temporada fue transmitida del 7 de septiembre de 2017 hasta el 1 de febrero de 2018 y estuvo conformada por 20 episodios.
- La cuarta temporada fue emitida del 8 de febrero de 2018 hasta el 21 de junio del mismo año y contó con 20 episodios. La temporada contó con la participación del cantante BamBam, quien fue uno de los miembros del panel de jueces.
- La quinta temporada titulada "The Mask Project A" y fue transmitida del 28 de junio de 2018 hasta el 4 de octubre de 2018 y estuvo conformada por 15 episodios.
- La sexta temporada titulada "The Mask Line Thai" fue emitida del 25 de octubre de 2018 hasta el 7 de marzo de 2019 y transmitió 20 episodios. La temporada contó con la participación del cantante Nichkhun como uno de los panelistas.
- La séptima temporada titulada "The Mask Thai Literature" fue transmitida del 28 de marzo de 2019 hasta el 8 de agosto del mismo año y contó con 20 episodios.

### The Masked Singer UK
La primera temporada del programa fue estrenado en 2020 por la cadena ITV. La conducción estará en manos de Joel Dommett, mientras que los panelistas serán Jonathan Ross, Davina McCall, Ken Jeong y Rita Ora.

### Mặt nạ Ngôi Sao: Vietnam
La primera temporada del programa fue estrenada en 2017 en HTV7. La conducción estuvo a cargo de Hoàng Rapper, mientras que los panel de jueces estuvo conformado por Thu Trang, Trường Giang, Tóc Tiên, Đại Nghĩa, Trịnh Thăng Bình, Quang Vinh, Tiến Luật, Ngô Kiến Huy, Cẩm Ly, Chí Thiện, Đại Nhân y Hoàng Bách.

### Mask Singer: Adivina quién canta: España[45]
La primera temporada del programa fue estrenada el 4 de noviembre de 2020 por Antena 3.

### A Máscara: Portugal
La primera temporada se estrenó en enero de 2020 por la pantalla de SIC. La conducción está a cargo de João Manzarra y los jurados César Mourão, Carolina Loureiro, Sónia Tavares y Jorge Corrula.

### La máscara: Perú
La edición peruana denominada La máscara, se estrenó el sábado 29 de febrero de 2020 y se emitió a las 10:00 p. m. El programa fue conducido por Mathías Brivio y finalizó el 6 de junio de 2020.

### ¿Quién es la máscara? Chile
Este programa llegó a Chile en su formato y se estrenó el 1 de noviembre de 2021 a las 22:30 hrs por las pantallas de Chilevisión y es conducido por Julián Elfenbein.

### ¿Quién es la máscara? Uruguay
La versión uruguaya fue anunciada oficialmente a inicios de enero de 2022. Se trata de una de las grandes apuestas de Teledoce para su sexagésimo aniversario.

## Producción
El programa cuenta con la participación de los directores Min Chul-ki y Noh Si-yong, quienes cuentan con el apoyo de director creativo Seo Chang-man.
También cuentan con los escritores Park Won-woo, Ahn Young-ran, Kim Hyo-jung, Woo Jung-hwa, Jung Si-yoon, Song Bo-ra y Kim Hyang-soo.
El programa es presentado por el locutor surcoreano Kim Sung-joo.
A cada competidor se les da una máscara elaborada por el diseñador Hwang Jae-geun, la cual les permite a los participantes esconder su identidad, permitiendo que la competencia sea justa, eliminando la popularidad, carrera y edad que puedan influir en el voto de los jueces. 
A principios de marzo de 2019 la MBC anunció que una versión europea del programa había sido comisionada para Francia, Alemania y Países Bajos.

### Popularidad
Debido al gran interés y demanda, el programa lanzó un álbum especial, el cual consiste en una selección de grabaciones en estudio realizadas por los concursantes.

### Versiones internacionales
| País      | Título                                                                                              | Cadenas       | Presentador (es)                                                    | Fecha de Inicio          | Fecha de Finalización |
| --------- | --------------------------------------------------------------------------------------------------- | ------------- | ------------------------------------------------------------------- | ------------------------ | --------------------- |
| China     | Temporada 1 (2015): King of Mask Singer (蒙面歌王) Temporada 1 (2016): Mask Singer (蒙面唱将猜猜猜) | JSTV          | Temporada 1 (2015): Li Hao Temporada 1 (2016): Li Hao y China Ma Ke | 2015                     | -                     |
| Tailandia | The Mask Singer (เดอะแมสก์ซิงเงอร์ หน้ากากนักร้อง)                                                        | Workpoint TV  | Kan Kantathavorn                                                    | 6 de octubre de 2016     | -                     |
| Vietnam   | Mask Star (Mặt nạ Ngôi Sao)                                                                         | HTV7          | Hoàng Rapper                                                        | 2017                     | -                     |
| México    | ¿Quién es la máscara?                                                                               | Las Estrellas | Omar Chaparro                                                       | 25 de agosto de 2019     | -                     |
| Bulgaria  | El cantante enmascarado (Маскираният певец)                                                         | NOVA          | Dimitar Rachkov Vasil Vasilev-Zueka                                 | 14 de septiembre de 2019 | -                     |
| Colombia  | ¿Quién es la máscara?                                                                               | Canal RCN     | Piter Albeiro                                                       | 9 de octubre de 2021     | 23 de enero de 2022   |
| Panamá    | ¿Quién es la máscara?                                                                               | TVN           | Pablo Brunstein                                                     | 17 de agosto de 2022     |                       |
| Chile     | ¿Quién es la máscara?                                                                               | Chilevisión   | Julián Elfenbein                                                    | 1 de noviembre de 2021   |                       |
| Uruguay   | ¿Quién es la máscara?                                                                               | Teledoce      | Maximiliano de la Cruz                                              | 5 de mayo de 2022        | -                     |